# Esglésies rupestres d'Ivànovo
Les esglésies rupestres d'Ivànovo són un grup d'esglésies, capelles i monestirs tallats a la roca, situats a prop de la població d' Ivanovo, a 16 km de la ciutat de Ruse, a la província del mateix nom de Bulgària. Les esglésies es troben al llarg de les elevades ribes rocoses del riu Rusenski LOM, a 32 metres sobre el nivell de l'aigua. Van ser declarades Patrimoni de la Humanitat per la UNESCO el 1979.

## Història
Cap a 1320, Joaquim, futur patriarca de Bulgària, funda la primera comunitat monacal a les coves de la regió. Fins al segle xvii, els monjos van excavar les seves cel·les, esglésies i capelles a la roca. D'aquesta manera es van construir quaranta esglésies i uns tres edificis en total, molts dels quals no es conserven.
Durant el Segon Imperi Búlgar, diversos monarques, com Ivan II Assèn (1218-1241) i Ivan Aleksandar (1331-1371), van fer donacions al complex, com posen de manifest els nombrosos retrats a les esglésies. Durant els segles XIII i  XIV, la relació dels monestirs amb la noblesa de la capital Veliko Tàrnovo també va ser intensa. Va ser un dels centres de l'hesicasme a Bulgària durant el segle xiv, però va començar a decaure gradualment en els primers segles de l'ocupació otomana de Bulgària.

## Art
El complex monacal deu la seva fama als seusfrescos dels segles xiii i xiv conservats en cinc de les esglésies, considerats exemples extraordinaris de l'art búlgar medieval. Els frescos es troben a la capella de l'Arcàngel Miquel (l'Església enterrada), el baptisteri, la capella Gospodev Dol, l'església de Sant Teodor (l'Església demolida) i la de la Mare de Déu. Els frescs del segle xiv d'aquesta última es troben entre els exemples més representatius de l'art del període paleòleg. També s'han conservat moltes inscripcions antigues, entre les quals destaca la famosa inscripció del monjo Ivo gramatika de 1308-1309.